# Ganggrab von Maulskovhusene
Das Ganggrab von Maulskovhusene (auch Magleskov Huse Jættestue genannt) liegt am Engene (Straße), westlich von Hummingen in Dannemare auf der dänischen Insel Lolland.  Das Ganggrab ist eine Bauform jungsteinzeitlicher Megalithanlagen der Trichterbecherkultur (TBK), die zwischen 3500 und 2800 v. Chr. entstanden und aus einer Kammer und einem baulich abgesetzten, lateralen Gang besteht. Diese Form ist primär in Dänemark, Deutschland und Skandinavien, sowie vereinzelt in Frankreich und den Niederlanden zu finden. 
Der etwa 3,5 m hohe, seitlich abgepflügte Rundhügel des Ganggrabes hat etwa 7,0 m Durchmesser. Die etwa Südwest-Nordost orientierte, etwa 4,0 m lange und 1,75 bis 2,0 m breite Kammer ist beschädigt und hat keine Spuren eines Ganges. Die Kammer hat vier erhaltene Tragsteine an beiden Längsseiten und drei in situ aufliegende Decksteine. Sie scheint trapezförmig zu sein, aber die Steine im Osten sind abgeglitten, nur die beiden westlichsten Steine sind in der ursprünglichen Position.